# Gisaburō Sugii
Gisaburō Sugii (Japonés: 杉井ギサブロー o 杉井儀三郎;  Hepburn:Sugii Gisaburō?), (Numazu, Prefectura de Shizuoka, 20 de agosto de 1940) es un artista nihonga y director de anime japonés. Es miembro  del estudio de anime Grupo TAC y miembro del Gremio de Directores de Japón, y es especialmente reconocido como director de la serie animada Touch y las películas Una noche en el ferrocarril galáctico y La vida de Budori Gusko. 
Vivió en Namazu hasta quinto grado, logrando presenciar el bombardeo de Namazu el 17 de julio de 1945. En la escuela era un consumado lector de manga. Luego de ver la cinta Bambi de Disney decidió hacer de la animación su «trabajo de por vida». En 1951 se mudó a Tokio, llegando a vivir en Harajuku.
El 28 de junio de 2012 se estrenó la película documental Maestro del anime・Gisaburō Sugii; dirigida por Masato Ishioka donde se reseña su trabajo en la animación japonesa.

## Trabajos
| Año  | Producto         | Nombre                                                                   | Papel                                            | Ref                     |
| ---- | ---------------- | ------------------------------------------------------------------------ | ------------------------------------------------ | ----------------------- |
| 2012 | película         | La vida de Budori Gusko                                                  | director                                         | [ 1 ] [ 2 ] [ 3 ] [ 4 ] |
| 2011 | película         | Pequeñas aventuras fantasmales de Tofu Boy                               | director                                         | [ 5 ] [ 6 ] [ 7 ] [ 8 ] |
| 2007 | película         | Cinnamoroll, la película                                                 | director                                         | [ 9 ] [ 10 ]            |
| 2005 | película         | Una noche tormentosa                                                     | director                                         | [ 11 ] [ 12 ] [ 13 ]    |
| 2004 | anime            | Fénix                                                                    | guion                                            |                         |
| 2003 | película         | Capitán Harlock: Pirata Espacial                                         | storyboards                                      |                         |
| 2003 | OVA              | Canción de la oveja                                                      | director                                         | [ 14 ] [ 15 ] [ 16 ]    |
| 2001 | película         | Espíritu de lucha                                                        | animación                                        |                         |
| 2001 | película         | Bateadores 5: caminos encontrados                                        | director                                         | [ 17 ]                  |
| 2001 | película         | Capitán Tsubasa: camino al 2002                                          | director                                         |                         |
| 2000 | película         | Hidamari no Ki                                                           | director                                         |                         |
| 1999 | película         | Super Doll Licca Chan: ¡muerte absoluta! políticas de la muñeca princesa | director                                         | [ 18 ] [ 19 ]           |
| 1998 | película para TV | Bateadores 4: señorita del solitario ayer                                | director                                         | [ 20 ] [ 21 ] [ 22 ]    |
| 1998 | anime            | Super Doll Licca Chan                                                    | director                                         | [ 23 ] [ 24 ] [ 25 ]    |
| 1996 | película para TV | Lupin III: El secreto del crepúsculo de Géminis                          | director                                         | [ 26 ] [ 27 ]           |
| 1995 | anime            | Street Fighter II: V                                                     | director (en 28 capítulos)                       | [ 28 ] [ 29 ] [ 30 ]    |
| 1995 | película         | ¡Vuela! Isami                                                            | director                                         |                         |
| 1994 | película         | Street Fighter II: la película animada                                   | director                                         |                         |
| 1992 | película         | Nozomi Witches                                                           | director                                         |                         |
| 1992 | película         | Sweet Spot                                                               | director                                         |                         |
| 1988 | película         | Hiatari Ryōkō! Ka - su - mi: Yume no Naka ni Kimi ga Ita                 | director                                         |                         |
| 1987 | película         | Bateadores 3: Kimi ga Tōri Sugita Ato ni                                 | director, guionista                              |                         |
| 1987 | película         | Hiatari Ryōkō!                                                           | director                                         |                         |
| 1987 | película         | El cuento de Genji                                                       | director                                         |                         |
| 1986 | película         | Bateadores 2: Sayonara no Okurimono                                      | director, guionista                              |                         |
| 1986 | película         | Bateadores: Sebangō no Nai Ace                                           | director, guionista                              |                         |
| 1985 | película         | Bateadores                                                               | director                                         |                         |
| 1985 | película         | Una noche en el ferrocarril galáctico                                    | director                                         |                         |
| 1984 | anime            | Nueve 3: Final                                                           | director                                         |                         |
| 1984 | anime            | La máscara de cristal                                                    | director                                         |                         |
| 1983 | anime            | Nueve 2                                                                  | director                                         |                         |
| 1983 | anime            | Nueve                                                                    | director                                         |                         |
| 1982 | anime            | Son Gokū Silk Road o Tobu!!                                              | diseño de personajes, coordinación de producción |                         |
| 1975 | anime            | Manga Nippon Mukashi Banashi                                             | director de episodio, guion                      |                         |
| 1974 | película         | Jack y las habichuelas mágicas                                           | director                                         | [ 31 ] [ 32 ] [ 33 ]    |
| 1973 | anime            | La tragedia de Belladonna                                                | director de animación                            |                         |
| 1969 | anime            | Lupin III: película piloto                                               | animador clave (no acreditado)                   | [ 34 ]                  |
| 1969 | anime            | Dororo                                                                   | supervisor de dirección                          | [ 35 ] [ 36 ] [ 37 ]    |
| 1967 | anime            | La gran aventura de Goku                                                 | supervisor de dirección                          | [ 38 ] [ 39 ]           |
| 1965 | anime            | La nueva isla del tesoro                                                 | director de animación                            |                         |
| 1963 | anime            | Astroboy                                                                 | productor, animador clave, director de animación | [ 40 ] [ 41 ] [ 42 ]    |